# 泰尔努瓦泰 (扎波罗热州)
47°25′35″N 35°34′1″E / 47.42639°N 35.56694°E
泰爾努瓦泰（烏克蘭語：Тернувате）是位於烏克蘭東南部的村莊，由扎波羅熱州瓦西里夫卡區的瓦西里夫卡市鎮負責管轄。該村面積4.54平方公里，海拔高度90米，2001年人口46，人口密度每平方公里10.1人。